# Conus cyclonensis
Conus cyclonensis é uma espécie de gastrópode do gênero Conus, pertencente a família Conidae.